# Banca centrale del Paraguay
La Banca centrale del Paraguay (in spagnolo Banco central del Paraguay), Svolge le funzioni della banca centrale dello Stato paraguaiano, assegnate dalla Costituzione del 1992 e stabilite nel suo statuto organico, Legge 489/95.

## Storia
L'istituto è stato creato dalla Legge 18/52 del 25 marzo 1952. Nel 1995, la struttura giuridica della Banca Centrale è stata sostituita dalla Legge 489/95.
Nel 2005, l'ex presidente paraguaiano Luis González Macchi e quattro funzionari di banca furono incarcerati dopo il loro coinvolgimento nel trasferimento illegale di 16 milioni di dollari di fondi attraverso la banca verso gli Stati Uniti.

## Governatori delle banche
| Rango | Nome                       | Mandato     | Rango | Nome                        | Mandato     |
| ----- | -------------------------- | ----------- | ----- | --------------------------- | ----------- |
| 1°    | Juan Ramón Chávez          | (1952)      | 11    | Samuel Washington Aswell    | (1999-2001) |
| 2     | Epifanio Méndez Fleitas    | (1952-1954) | 12    | Raúl Vera Bogado            | (2001-2002) |
| 3     | Osvaldo Chávez             | (1954)      | 13    | Juan Antonio Ortiz Vely     | (2002-2003) |
| 4     | Epifanio Méndez Fleitas    | (1955)      | 14    | Angel Gabriel González      | (2003-2005) |
| 5     | Gustavo Storm              | (1955-1959) | 15    | Mónica Pérez                | (2005-2007) |
| 6     | César Romeo Acosta         | (1959-1989) | 16    | Jorge Corvalán              | (2008-2013) |
| 7     | Crispiniano Sandoval Silva | (1989-1991) | 17    | Carlos Fernández Valdovinos | (2013-2018) |
| 8     | José Enrique Páez          | (1991-1993) | 18    | José Cantero Sienra         | (2018-2023) |
| 9     | Jacinto Estigarribia       | (1993-1995) | 19    | Carlos Dagoberto Carvallo   | (2023- )    |
| 10    | Hermes Gómez Ginard        | (1995-1998) |       |                             |             |